# Omar Rayo
Omar Rayo est un peintre colombien né le 20 janvier 1928 à Roldanillo dans le département du Valle del Cauca, et mort le 7 juin 2010 à l'âge de 82 ans.
Rayo est un peintre original : il peint des figures géométriques. Il commence sa carrière en 1945 en tant que caricaturiste sur l'avenue Siloe et travaille pour des journaux de Bogota et Cali. Il commence à exposer ses œuvres en 1948. À partir de 1954 il commence à voyager dans l’Amérique latine pour ses études. Grâce à une bourse, il vit au Mexique de 1959 à 1960 avant de partir à New York et y reste 10 ans. En 1981, il fonde le Musée Rayo dans sa ville natale.. Rayo a commencé sa carrière artistique en faisant des caricatures et a fait ses études par correspondance.